# Tallud-Sainte-Gemme
Tallud-Sainte-Gemme es una comuna francesa situada en el departamento de Vendée, en la región Pays de la Loire

## Demografía
| 479 | 417 | 362 | 302 | 351 | 376 | 464 |
| Para los censos de 1962 a 1999 la población legal corresponde a la población sin duplicidades (Fuente: INSEE [Consultar]) |     |     |     |     |     |     |